# Красная Шапочка (месторождение)
«Кра́сная Ша́почка» — месторождение бокситов около Североуральска, Свердловская область, Российская Федерация. Разведанные запасы оцениваются в несколько миллионов тонн.
Открыто в 1931 году геологом Николаем Каржавиным.
Во время Великой Отечественной войны Североуральский бокситовый рудник как единственная база добычи бокситов в СССР был причислен к предприятиям оборонного значения. На руднике трудились советские немцы, направлявшиеся сюда по системе принудительной трудовой повинности. Дислоцировались они в Богословлаге НКВД на станции Бокситы железной дороги имени Кагановича.
Месторождение в основном относится к латеритно-карстовому генетическому типу (диаспор — бемит — гематит). Бокситы залегают на закарстованной поверхности рифтогенных и лагунных известняков раннего девона.
Качество добываемой руды высокое — более 50 % оксида алюминия Al2O3.
Добыча бокситов происходит в шахтах на глубине более 860 метров. По другим данным, глубина шахты достигает 1400 метров.
В настоящее время рудник разрабатывается АО «Севуралбокситруда», входящим в группу РУСАЛ.

## В массовой культуре
Месторождение Красная Шапочка упоминается в сюжете фильма «Человек, которому везло», снятом в 1978 году на Ленфильме. Классический советский фильм, воспевающий профессию геолога. В главной роли снялся Георгий Иванович Бурков, он играет геолога Ишутина, открывшего месторождение бокситов и назвавшего его «Красной Шапочкой» в честь вдовы военспеца.